# Concurso para o Plano Piloto de Brasília

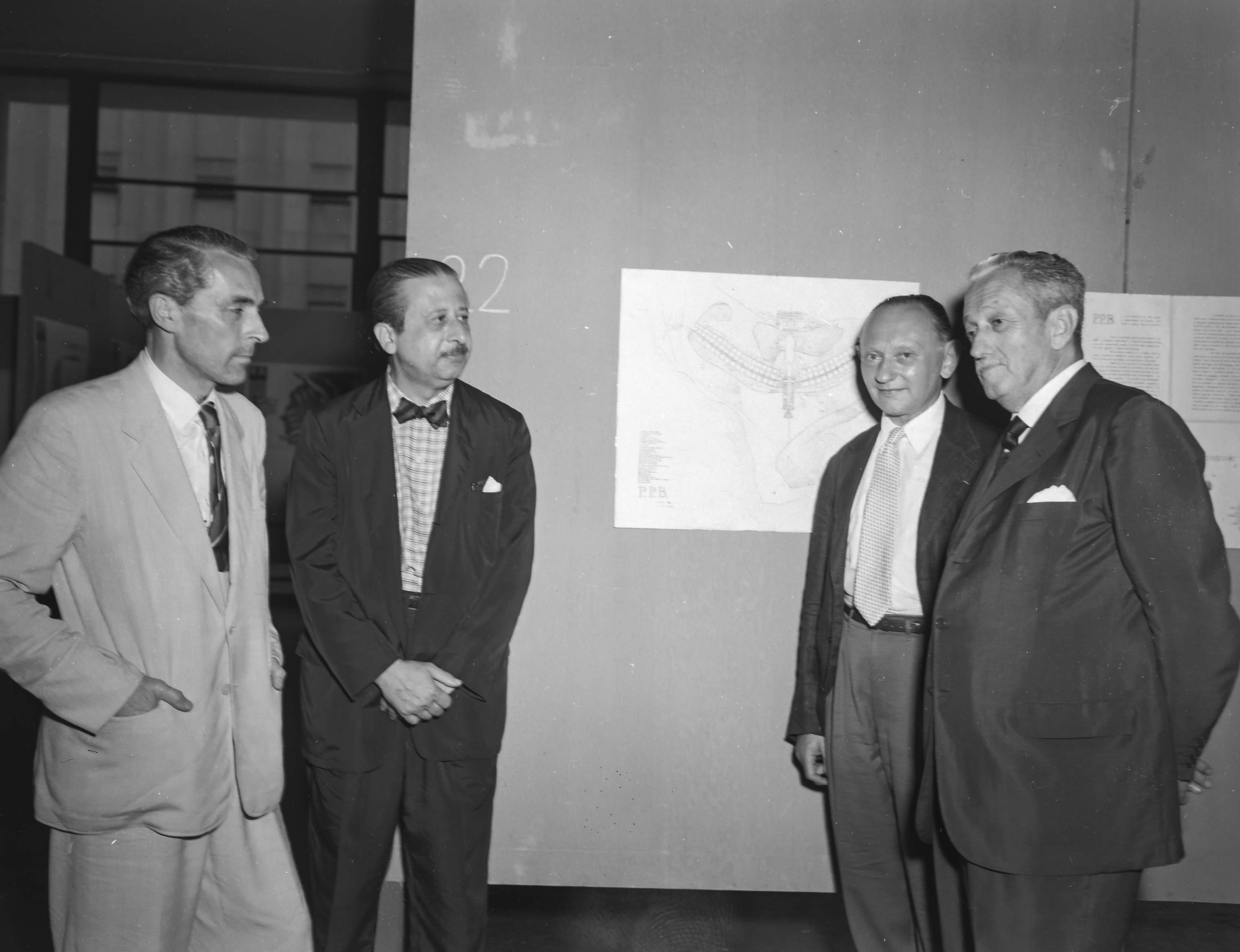
A proposta 22, de Lúcio Costa, venceu o concurso.

O Concurso Nacional do Plano Piloto da Nova Capital do Brasil foi um concurso nacional feito para a escolha do Plano Piloto para a construção de Brasília. Foi realizado entre 1956 e 1957 com a finalidade de promover entre os profissionais da arquitetura, engenharia e urbanismo, o desenvolvimento de um projeto a ser usado na implantação da capital do Brasil no interior do país.
O concurso foi apresentado em edital no Diário Oficial da União no dia 30 de setembro de 1956 e dele participaram 26 projetos, tendo sido escolhido como primeiro lugar o projeto apresentado pelo arquiteto e urbanista Lúcio Costa.

## Antecedentes
A transferência da capital federal do Rio de Janeiro para uma nova cidade no Planalto Central havia se tornado a meta-síntese do governo do presidente Juscelino Kubitschek. Tendo vencido as resistências políticas e as burocracias, as obras começaram, mas ainda sem um plano urbanístico. O presidente pediu a Oscar Niemeyer, seu arquiteto de confiança, que projetasse a nova capital, lhe dando o cargo de Diretor do Departamento de Arquitetura da Companhia Urbanizadora da Nova Capital (Novacap). Entretanto, Niemeyer não quis fazer o projeto urbanístico, ficando apenas com os edifícios. Para projetar a cidade, ele sugere a criação de um concurso nacional com a participação do Instituto de Arquitetos do Brasil (IAB), o que é aceito por Juscelino.

## O concurso
Assim, em 1956 foi criada a Comissão de Planejamento da Construção e da Mudança da Nova Capital Federal, que anunciou o Concurso Nacional do Plano Piloto da Nova Capital do Brasil e seu edital. O termo Plano Piloto foi usado por Le Corbusier numa carta ao Marechal José Pessoa sobre um possível projeto para a capital brasileira em 1955. Ele passa a ser o nome oficial do projeto a partir do edital do concurso, que foi escrito por Israel Pinheiro, Ernesto Silva, Oscar Niemeyer, Raul Pena Firme e Roberto Lacombe. Os dois últimos tinha feito um anteprojeto um ano antes a pedido da Comissão de Localização da Nova Capital do Brasil, o Anteprojeto de Vera Cruz, o primeiro que teve viabilidade de implantação comprovada.
O júri seria presidido pelo presidente da Companhia Urbanizadora da Nova Capital, Israel Pinheiro, e além dele, contaria com dois representes da Novacap, um do Instituto de Arquitetos do Brasil; um do Clube de Engenharia; e dois urbanistas estrangeiros, que seriam escolhidos mais tarde. Esse júri foi estabelecido no edital, lançado no dia 30 de setembro de 1956, que estabeleceria as regras do concurso.

### Regras
Eram permitidas no concurso pessoas físicas ou jurídicas, desde que residentes no Brasil e fossem engenheiros, arquitetos ou urbanistas habilitados. Para a entrega, o exigido era um plano geral de cidade — o "plano piloto", termo muito usado no contexto da arquitetura moderna, transcrito em papel com tinta e cópia heliográfica, com um traçado básico em escala 1:25.000, indicando a local dos principais elementos da estrutura urbana. 
Alguns prédios como o Palácio do Alvorada já estavam sendo construídos e sua posição não poderia mudar. Além do plano piloto, era exigido um relatório justificativo. Ficou a disposição dos concorrentes uma série de mapas da região onde seria construída a cidade, com topografia, tipos de solos e outros elementos importantes, estabelecendo a área de projeto, de cinco mil quilômetros quadrados. Uma visita ao local das obras foi feita com os concorrentes para conhecer o terreno.
O edital era bastante simples, dado o tamanho do projeto. Ele acabou apresentando problemas, que foram sendo corrigidos através de telegramas. Um telegrama explicou em detalhes que os projetos deveriam levar em conta como as posições definidas para a represa da usina hidrelétrica - que iria formar o Lago Paranoá - e outras obras que já estavam sendo feitas - um hotel, o palácio residencial e o aeroporto. Ele estabeleceu também um limite populacional mínimo - quinhentas mil pessoas.

## A entrega dos projetos

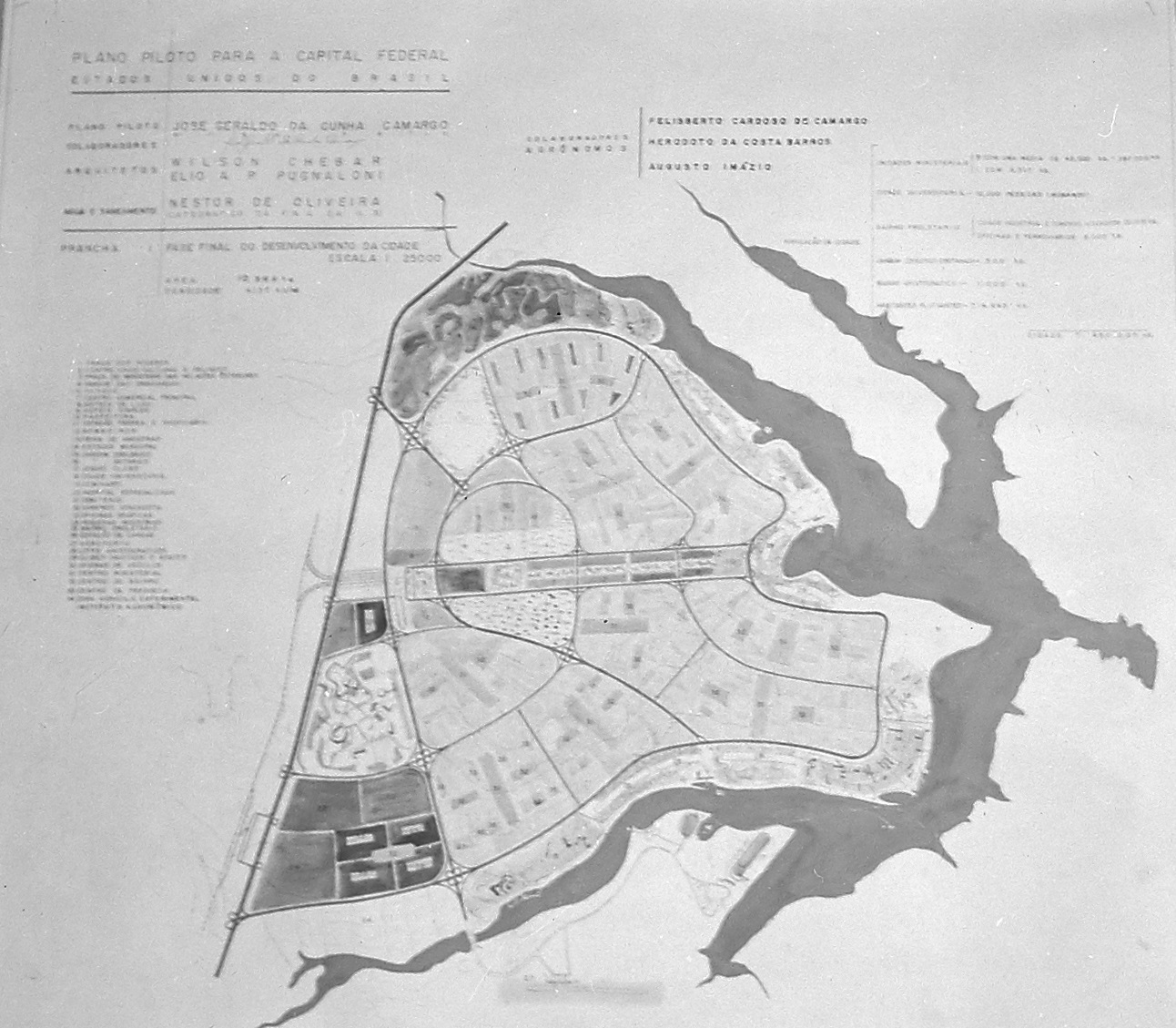
A proposta 20, de José Geraldo da Cunha Camargo.

62 concorrentes se inscreveram no concurso. Entre eles, até mesmo futuros participantes do júri, como Paulo Antunes Ribeiro e diversas construtoras e firmas de engenharia. Apenas uma mulher se inscreveu sozinha, Sonia Marlene de Paiva. 
O dia da entrega foi 1 de março de 1957. 26 propostas foram apresentadas e validadas. Um dos telegramas enviados para retificar o edital estabelecia a entrega dos projetos para as 18 horas — Lúcio Costa, o último a entregar o projeto, enviou o seu plano através de sua filha, perto das 23 horas. Ninguém, no entanto, reclamou deste fato, e o concurso seguiu.
Uma ausência notável entre os grandes arquitetos da época foi Affonso Eduardo Reidy, que defendia a presença de arquitetos estrangeiros no planejamento da cidade, posição também defendida por Roberto Burle Marx. Após as circunstâncias ficarem a favor da permanência de Oscar Niemeyer na Novacap, que seguia as diretrizes de Juscelino Kubitschek - que não queria estrangeiros competindo devido ao caráter nacionalista da construção da cidade - ele não se inscreveu no concurso, e não comentou mais o assunto. Porém, a urbanista Carmem Portinho, que também era a companheira de Reidy, comentou em certa ocasião que o concurso foi "um jogo de cartas marcadas".

## Propostas

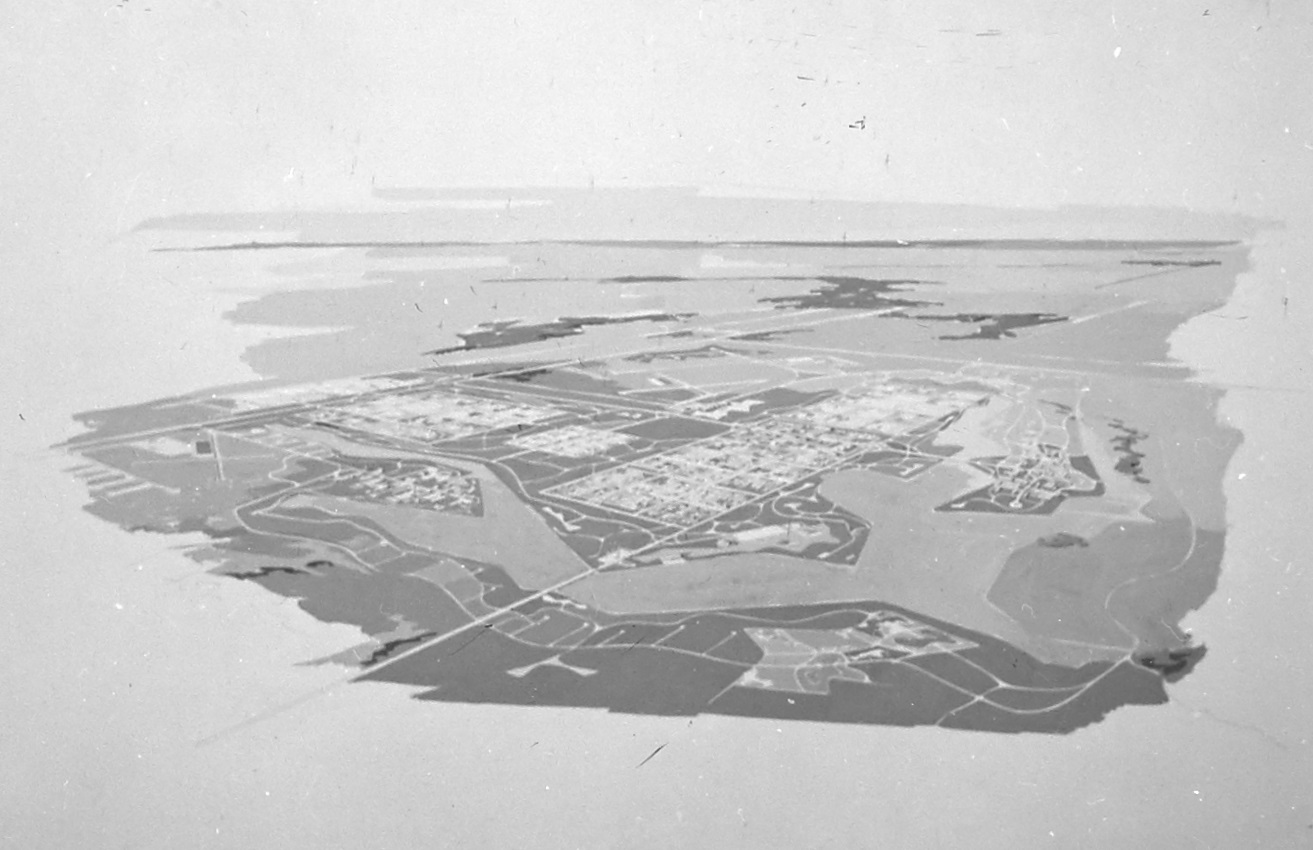
A proposta 2, que ficou em segundo lugar no concurso, de Boruch Milmann, João Henrique Rocha e Ney Fontes Gonçalves.

Cada proposta tinha um número, do 1 ao 26. São elas:

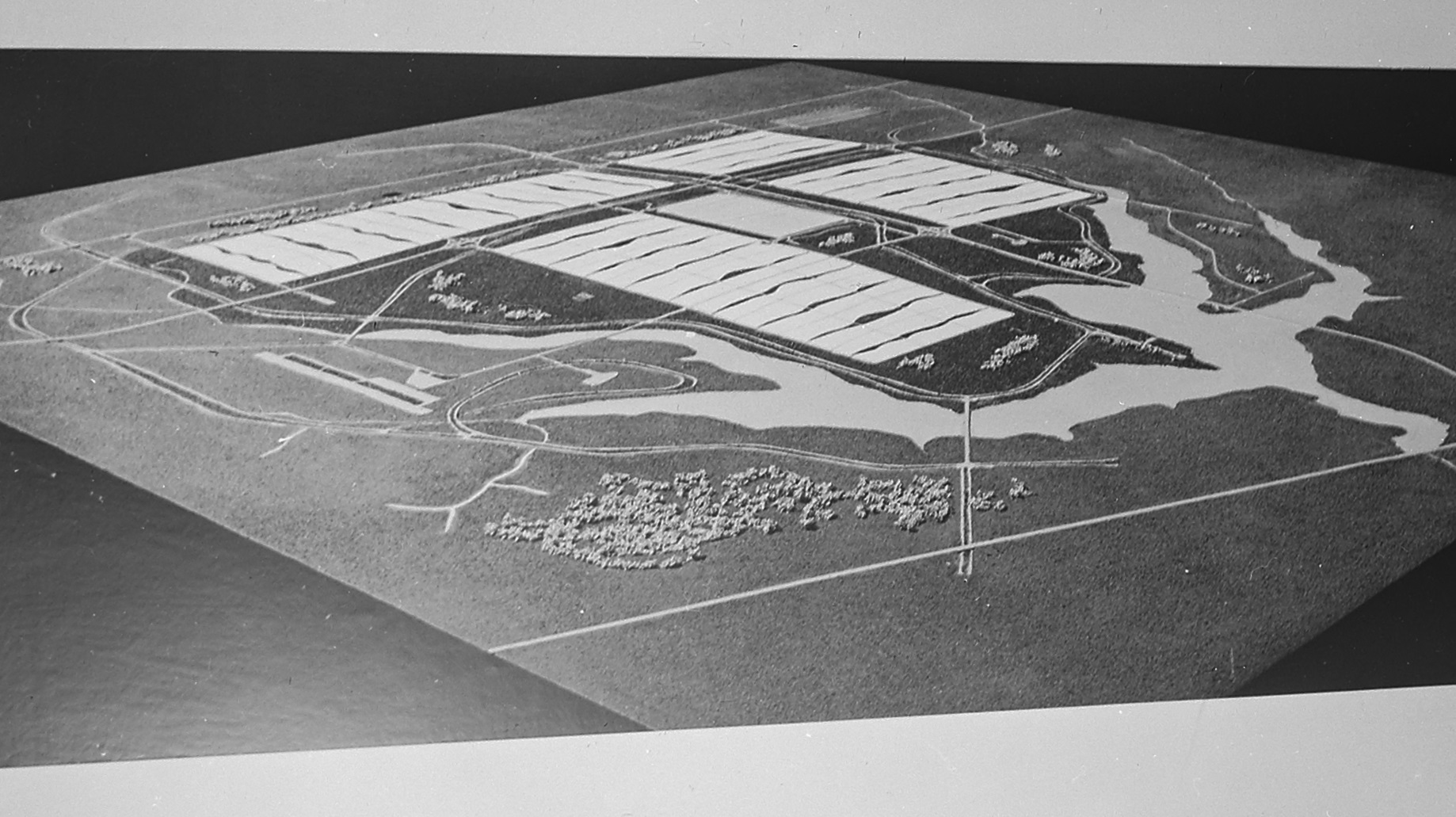
A proposta 26, de Milton C. Ghiraldini, seguia os preceitos das cidades-jardim e ficou em quinto lugar.

1. O Projeto de Carlos Cascaldi, João Vilanova Artigas, Mário Wagner Vieira da Cunha, Paulo de Camargo e Almeida;
2. O Projeto de Boruch Milmann, João Henrique Rocha e Ney Fontes Gonçalves;
3. O Projeto de Jorge Wilheim;
4. O Projeto da Reduto Engenharia e Construções Ltda.;
5. O Projeto de Eurípedes Santos;
6. O Projeto de Alfeu Martini;
7. O Projeto de José Otacílio Sabóia Ribeiro;
8. O Projeto de Marcelo e Maurício Roberto;
9. O Projeto de Ricardo Brasílico Paes de Barros Schroeder
10. O Projeto de Rubem de Luna Dias, Belfort de Arantes e Hélio de Luna Dias
11. O Projeto de Oswaldo Correa Gonçalves;
12. O Projeto da STAM;
13. O Projeto de J. B. Corrêa da Silva;
14. O Projeto de Inácio Chaves de Moura;
15. O Projeto de Flávio Amílcar Régis de Nascimento;
16. O Projeto de Pedro Paulo de Melo Saraiva e Júlio José Franco Neves;
17. O Projeto de Rino Levi, Roberto Cerqueira Cesar, Luis Roberto Carvalho Franco e Paulo Fragoso;
18. O Projeto de João Kahir
19. O Projeto de Edgar Rocha Souza e Raul da Silva Vieitas;
20. O Projeto de José Geraldo da Cunha Camargo;
21. O Projeto de Pedro Paulino Guimarães;
22. O Projeto de Lúcio Costa;
23. O Projeto de Marcelo Rangel Pestana, Hernan Ocampo Landa e Vigor Artese;
24. O Projeto de Henrique E. Mindlin, Giancarlo Palanti;
25. O Projeto de José Marques Sarabanda;
26. O Projeto de Milton C. Ghiraldini - Construtécnica S.A.

## O julgamento
O júri foi presidido por Israel Pinheiro, o presidente da Novacap, que também tinha outros dois representantes do seu departamento de urbanismo, Oscar Niemeyer e Stamo Papadaki. Niemeyer era o responsável pelo desenho dos prédios da capital, e Papadaki era professor da Universidade de Nova Iorque. Israel Pinheiro não tinha direito a voto.
As entidades de área tinham como representantes o presidente do IAB Paulo Antunes Ribeiro, representando o Instituto dos Arquitetos do Brasil e Luiz Hildebrando Horta Barbosa, representando o Clube dos Engenheiros. 

Foram convidados como membros estrangeiros do júri Maxwell Fry, presidente dos Congressos Internacionais da Arquitetura Moderna (CIAM) e colaborador do projeto de Chandigarh, junto de esposa Jane Drew e Le Corbusier; e Charles Asher, professor de ciências políticas do Brooklin College. Eles não puderam comparecer e em seus lugares foram chamados o inglês William Holford, assessor de Urbanismo responsável pelo plano regulador de Londres; e André Sive, arquiteto francês conselheiro do Ministério da Reconstrução do pós-guerra.

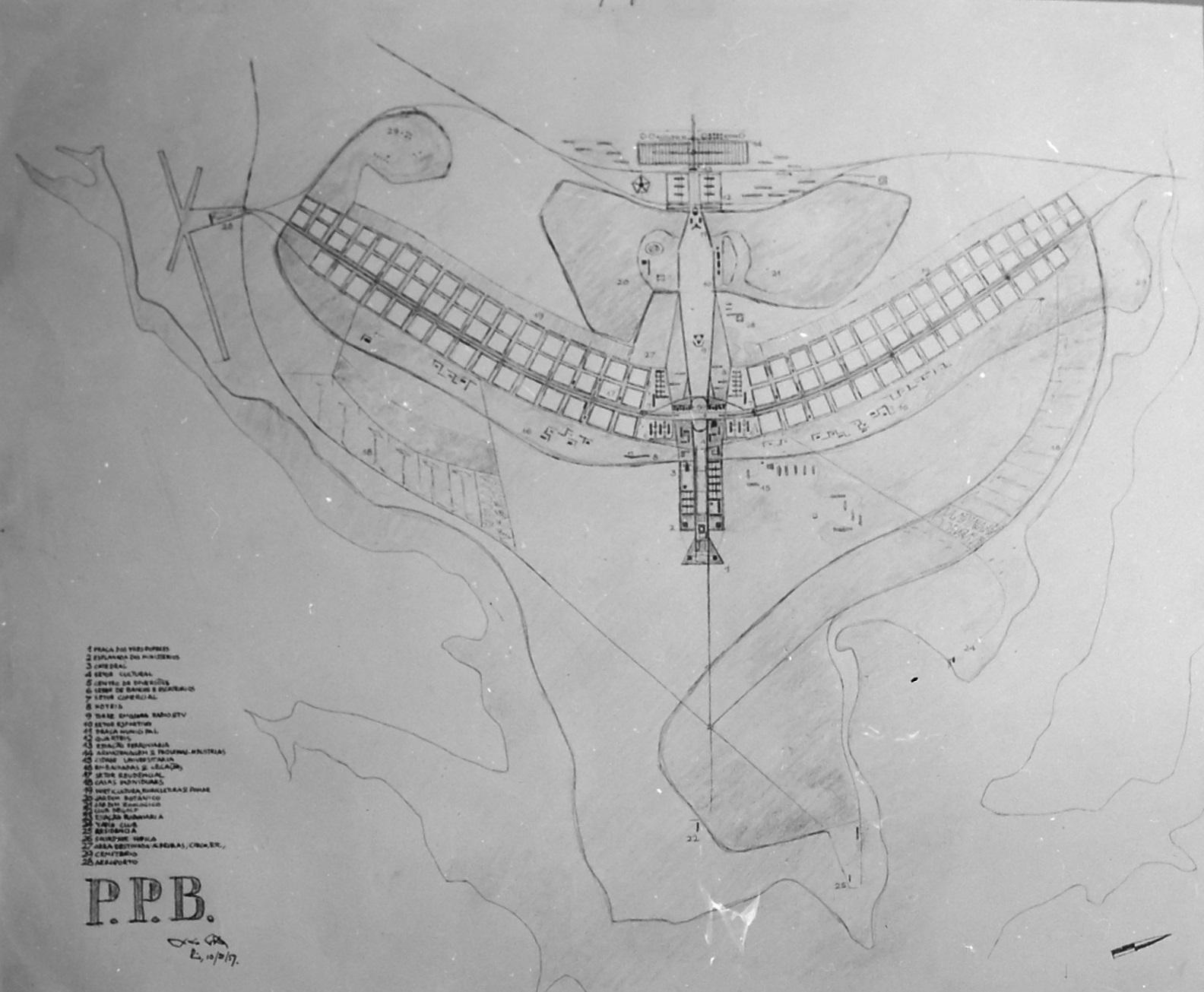
A proposta 22, de Lúcio Costa, ficou em primeiro lugar e foi executada.

A banca de jurados se reúne pela primeira vez no dia 12 de março de 1957. Niemeyer ouvia mais os estrangeiros, o que ocasionou uma divisão do júri, com o presidente do IAB Paulo Antunes Ribeiro indo contra os dois convidados de fora.O jurado William Holford estava, segundo ele próprio, "procurando uma ideia de cidade administrativa", argumento que foi encampado por Niemeyer. A divisão começa quando o arquiteto francês André Sive sugere já pré-selecionar um grupo de propostas melhores, enquanto Paulo Antunes quer uma avaliação detalhada de cada proposta. Ele é voto vencido, e dez projetos são pré-selecionados nesse dia.
No dia seguinte, 13 de março, continuam as avaliações gerais de todas as propostas, e a proposta de análise aprofundada de Paulo Antunes é aceita para o dia 14, que seria reservado para isso. No dia 14, Paulo, após avaliar detalhadamente, sugere um projeto a mais além dos que já tinham sido pré-selecionados, a proposta do STAM. Para a surpresa do presidente do IAB, Niemeyer mostra a ele no dia 15 um relatório com os vencedores, feito por Sive e Holford. Ele não assina o relatório, e no dia 16, em um relatório a parte, detalha o processo apressado de seleção e sugere que os dez projetos finais e o do STAM se unam em uma equipe única. O restante do júri, porém, prefere seguir com o relatório dos estrangeiros, e Paulo Antunes Ribeiro se retira e vota a parte.

## Resultados

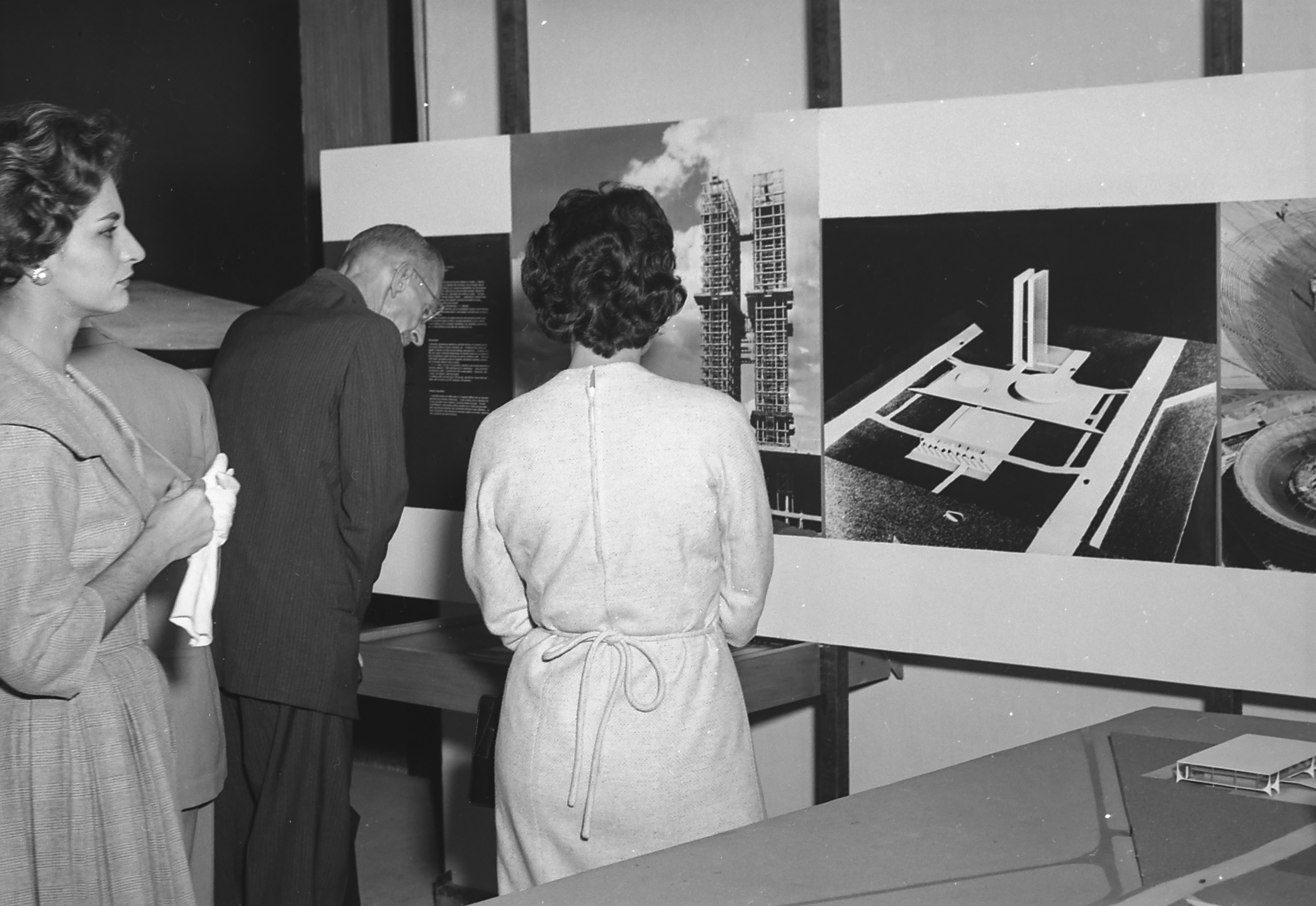
Os planos para Brasília entraram para as exposições dos projetos para a nova capital.

Após os conflitos internos no júri, a banca da Comissão de Planejamento da Construção e da Mudança da Nova Capital Federal anunciou a vitória da proposta de Lúcio Costa no dia 16 de março de 1957. Em segundo lugar ficou a proposta de Milmann, João Henrique Rocha e Ney Fontes Gonçalves. Dividiram o terceiro lugar as propostas de MM Roberto e a de Rino Levi, Roberto Cerqueira Cesar, Luis Roberto Carvalho Franco e Paulo Fragoso. Mais três propostas dividiram o quinto lugar: a de Carlos Cascaldi, João Vilanova Artigas, Mário Wagner Vieira da Cunha, Paulo de Camargo e Almeida, a de Milton C. Ghiraldini e a Construtécnica S/A e a de Henrique E. Mindlin e Giancarlo Palanti. Como previsto no edital, Lúcio Costa recebe um milhão de cruzeiros, com o segundo colocado recebendo quinhentos mil cruzeiros.
A composição do júri claramente dava vantagem aos arquitetos do modernismo, cujos conceitos estavam presentes na maioria dos projetos do concurso, e o vencedor, Lúcio Costa, foi pessoalmente um dos responsáveis pela difusão do estilo tanto em seus projetos quanto enquanto diretor da Escola Nacional de Belas-Artes. Um dos membros chegou a dizer que “a obra de Lúcio Costa é a maior contribuição urbanística do século XX”.